# A todo tren 2. Sí, les ha pasado otra vez
A todo tren 2. Sí, les ha pasado otra vez (anteriormente conocida por A todo tren 2. Ahora son ellas) o simplemente A todo tren 2, es una película española del año 2022, dirigida por Inés de León y protagonizada por Paz Vega y Paz Padilla. Se trata de una secuela de A todo tren. Destino Asturias de 2021.

## Argumento
Hace un año Ricardo (Santiago Segura) y Felipe (Leo Harlem), encargados de llevar a los niños a un campamento, se quedaron fuera del tren dejando a los niños dentro. Clara (Paz Vega) no se fía ya de ellos y decide este año llevar a los niños personalmente con ayuda de su amiga Susana (Paz Padilla). Sin embargo, ahora serán ellas las que a raíz de un accidente se separen de los niños.

## Reparto
- Paz Vega como Clara.
- Paz Padilla como Susana.
- Santiago Segura como Ricardo.
- Leo Harlem como Felipe.
- Diego Arroba como Unai.
- David Guapo como Arturo.
- Inés de León como Esther
- Chani Martín como Romario
- Carlos Iglesias como Morris
- Ramón Langa como Navales
- Marta González de Vega como Guardia Civil
- Javier Losán como Guardia Civil
- David Fernández como Cura
- Goizalde Núñez como Señora en estación

#### Con la colaboración especial de
- Florentino Fernández como Lucas Ferraro Esparza.
- Kerem Bürsin como Kerem.
- Nachter como Novio de la pasajera.

#### Los niños
- Alan Miranda como Marcos.
- Eneko Otero como Nacho.
- Luna Fulgencio como Lara.
- Javier García como Fernandito.
- Sirena Segura como Diana.
- Verónica López como Cris.
- Hugo Simón Blasco como Pablito.

## Crítica
Las críticas profesionales de la película tienden a ser negativas. Quim Casas de El Periódico de España escribe que: "Todo es bastante atribulado y no muy bien escrito. Las interpretaciones son estridentes y confunden a veces comedia con chascarrillo", mientras que Rubén Romero de Cinemanía opina de la interpretación de Paz Padilla que "su histriónica omnipresencia es altamente irritante". Por contra, Fausto Fernández de Fotogramas escribe que la película ha "convertido a Paz Vega y a su tocaya Paz Padilla en émulas de Dean Martin y Jerry Lewis".